# Stigmatomma noonadan
Stigmatomma noonadan is een mierensoort uit de onderfamilie van de Amblyoponinae. De wetenschappelijke naam van de soort is voor het eerst geldig gepubliceerd in 1965 door Taylor.